# Master Jazz Recordings
Master Jazz Recordings war ein US-amerikanisches Jazz-Label, das in den 1960er- und 70er-Jahren bestand.

## Geschichte des Labels
Im Zeitraum von fünf Jahren wurden vom Master Jazz Label eine Reihe von Swing-orientierten Pianisten in Solo-Settings aufgenommen. Dazu gehörten Earl Hines, Claude Hopkins, Cliff Jackson, Jay McShann, Cliff Smalls, Sir Charles Thompson, Sonny White und Teddy Wilson, aber auch kaum aufgenommene Pianisten wie Keith Dunham, Georgia Hearn, Cliff Smalls und Sonny White. Ferner erschienen auf dem Label Aufnahmen von Harold Ashby, Don Byas, Eric Dixon, Roy Eldridge, Coleman Hawkins, Rex Stewart, Buddy Tate, Norris Turney, Booty Wood und Snooky Young. Die Piano-Solo-Aufnahmen wurden auf dem Reissue-Label Mosaic Records in einer 4-CD-Edition wiederveröffentlicht, ferner ein Album von Ram Ramirez.

## Diskografie
- MJR 8101 – Earl Hines & Jimmy Rushing: Blues and Things (ed. 1967)
- MJR 8102 – Booty Wood: Hang in There (1968, aufgenommen 1960 und ursprünglich bei Columbia (England) erschienen)
- MJR 8103 – Don Byas: Le Grand Don Byas (ed. 1968, aufgenommen 1952–55, ursprünglich auf Disques Vogue erschienen)
- MJR 8104 – Jimmy Rushing: Gee Baby, Ain't I Good to You (aufgenommen 1967)
- MJR 8105 – Master Jazz Piano Volume One (Earl Hines, Claude Hopkins, Jay McShann, Cliff Jackson, Sonny White)
- MJR 8106 – Julian Dash: A Portrait of Julian Dash (aufgenommen 1970)
- MJR 8107 – Johnny Hodges: A Memory of Johnny Hodges (aufgenommen 1950 und zuerst bei Disques Vogue erschienen)
- MJR 8108 – Master Jazz Piano Volume Two (Earl Hines, Jay McShann, Cliff Smalls, Keith Dunham, Sir Charles Thompson)
- MJR 8109 – Earl Hines: Hines 1965 (Aufgenommen 1965, zuerst  bei World Record Club (England) erschienen)
- MJR 8110 – Roy Eldridge: The Nifty Cat
- MJR 8111 – The JPJ Quartet: Montreux '71 (mit Budd Johnson)
- MJR 8112 – Harold Ashby: Born to Swing
- MJR 8113 – Jay McShann All-Stars: Going to Kansas City
- MJR 8114 – Earl Hines: Plays Duke Ellington
- MJR 8115 – Coleman Hawkins: The High and Mighty Hawk (aufgenommen 1958, zuerst bei Felsted erschienen)
- MJR 8116 – Billy Strayhorn: Cue for Saxophone (aufgenommen 1959, zuerst bei Felsted erschienen)
- MJR 8117 – Master Jazz Piano Volume Three (Keith Dunham, Gloria Hearn, Earl Hines, Sonny White, Teddy Wilson)
- MJR 8118 – Dickie Wells, Vic Dickenson, Benny Morton, George Matthews: Trombone Four-in-Hand (aufgenommen 1959, zuerst bei Felsted)
- MJR 8119 – Budd Johnson: Blues a la Mode
- MJR 8120 – The Jimmy Rushing All Stars: Who Was It Sang That Song? (aufgenommen 1967, wie MJR 8104)
- MJR 8121 – Roy Eldridge: The Nifty Cat Strikes West (aufgenommen 1966)ei
- MJR 8122 – Ram Ramirez: Rampant Ram (aufgenommen 1973/74)
- MJR 8123 – Rex Stewart: Rendez-vous with Rex (aufgenommen 1958, zuerst bei Felsted)
- MJR 8124 – The Eric Dixon Quartet: Eric's Edge
- MJR 8125 – Buster Bailey: All About Memphis (aufgenommen 1958, zuerst bei Felsted)
- MJR2 8126 – Earl Hines: Plays Duke Ellington Volume Two & Volume Three (2LP)
- MJR 8127 – Buddy Tate: Swingin' Like ... Tate (aufgenommen 1958, zuerst bei Felsted)
- MJR 8128 – Buddy Tate: The Texas Twister (aufgenommen 1975)
- MJR 8129 – Master Jazz Piano Volume Four (Earl Hines, Keith Dunham, Gloria Hearn, Teddy Wilson, Sonny White)
- MJR 8130 – The Snooky Young Septet/The Norris Turney Quintet: The Boys from Dayton
- MJR 8131 – Cliff Smalls: Swing and Things (u. a. mit Major Holley)
- MJR 8132 – Earl Hines: Plays Duke Ellington Volume Four (aufgenommen 1975)
- MJR 1001E – JPJ Quartet: New Communications in Jazz (ed. 1972), mit Budd Johnson, Dill Jones, Bill Pemberton, Oliver Jackson